# East Syracuse
Ne doit pas être confondu avec Camillus (ville, New York).
East Syracuse est un village du comté d'Onondaga, dans l'État de New York, aux États-Unis,. En 2010, il comptait une population de 3 084 habitants.

## Démographie
Lors du recensement de 2010, le village comptait une population de 3 084 habitants. Elle est estimée, en 2019, à 2 920 habitants.